# Primogovke
Primogovke (primognice, primozi, lat. Acanthaceae), jedna od 24 porodica biljaka iz reda medićolikih (Lamiales) razred Magnoliopsida (Dvosupnice). Naziv dolazi po grčkom acantha (bodlja), zato što neke vrste u rodu imaju bodlje na rubovima listova. Postoji nekoliko tisuća vrsta, poglavito grmova, zeljastog bilja i puzavica, (rjeđe drveća, ali i nekoliko mangrova)

## Rasprostranjenost
Porodica sadrži oko 200 rodova i 5400 vrsta koje se pretežno distribuiraju u tropskim i suptropskim područjima svijeta. Veći dio obitelji Acanthaceae su zeljasto bilje ili grmlje, ali se javljaju i kao loze i drveće. Raspon staništa proteže se od močvara i estuarija do krajnje suhih područja, ali većina tih biljaka nalazi se u vlažnim tropskim šumama.

## Opis
Primogovke su jedna od 24 porodice u redu cvjetnica Lamiales, koja sadrži približno 220 rodova i gotovo 4000 vrsta rasprostranjenih pretežno u tropskim i suptropskim regijama svijeta. Veći dio porodice Acanthaceae su zeljaste biljke ili grmovi, ali se pojavljuju i loza i drveće. Raspon staništa proteže se od močvara i estuarija do ekstremno sušnih staništa, ali većina ovih biljaka nalazi se u vlažnim tropskim šumama.

### Karakteristike
Acanthaceae ima nekoliko univerzalnih karakteristika među svojim članovima. Većina ima jednostavne listove raspoređene u nasuprotnim parovima, s cistolitima (uvećanim stanicama koje sadrže kristale kalcijevog karbonata) u prugama ili izbočinama u vegetativnim dijelovima. Dvospolni cvjetovi često su obostrano simetrični i obično su okruženi lisnatim braktejama, često obojenim i velikim. Čašica (sepal) i latica (petal) imaju po pet ili četiri i često su srasli u cjevaste strukture. Obično postoje dva ili četiri prašnika koji se protežu izvan usta cvijeta, često s jednim do tri staminoda (sterilni prašnici). Tučak je gornji (tj. smješten iznad mjesta pričvršćivanja ostalih dijelova cvijeta) i općenito se sastoji od dva spojena karpela (segmenti koji nose ovule) koji obuhvaćaju dvije lokule (komore), od kojih svaka ima dva do mnogo ovula u dva reda duž središnja os jajnika. Plodovi su često kapsule koje eksplodiraju i sadrže sjemenke koje se nalaze na kukama na posteljici.
Grupa je uglavnom od hortikulturnog interesa i uključuje ukrasne biljke kao što su meki primog (Acanthus mollis), tunbergija (Thunbergia), “biljka-škamp” (Justicia brandegeana) i “biljka-karikatura” (Graptophyllum pictum). Najveći rodovi uključuju Justicia (600 vrsta; sada obuhvaća bivše odvojene rodove kao što su Jacobinia i Beloperone), Reullia (355), Strobilanthes (350), Barleria (300), Aphelandra (170), Staurogyne (140), Dicliptera (150), Blepharis (130), Lepidagathis (100), Hygrophila (100), Thunbergia (90) i Dyschoriste (80). Mali rod Avicennia sadrži najmanje osam vrsta ekološki važnih mangrova.

## Invazivne i ugrožene vrste
Najvažniji rod Acanthus ima nekoliko predstavnika u Hrvatskoj (Primorje), to su: dugolisni A. balcanus, što je sinonim za Acanthus hungaricus, meki (Acanthus mollis) i trnoviti primog A. spinosissimus, sinonim za Acanthus spinosus.
Neke vrste primogovki su invazivne, prvenstveno pravi primog, popanak (Acanthus mollis), nadalje Asystasia crispata, Hygrophila polysperma, Ruellia brevifolia, Strobilanthes hamiltonianus i Thunbergia grandiflora.
Znatan je i broj ugroženih vrsta, najviše u rodovima Aphelandra (7) i Justicia (5).

## Ugrožene vrste
1. Angkalanthus oligophylla
2. Anisotes zenkeri
3. Aphelandra azuayensis
4. Aphelandra cinnabarina
5. Aphelandra galba
6. Aphelandra guayasii
7. Aphelandra harlingii
8. Aphelandra loxensis
9. Aphelandra phaina
10. Barleria observatrix (kritično)
11. Barleria popovii
12. Brachystephanus kupeensis (kritično)
13. Carlowrightia ecuadoriana (kritično)
14. Chlamydocardia subrhomboidea
15. Crossandra obanensis
16. Cystacanthus affinis
17. Dicliptera dodsonii (kritično)
18. Dischistocalyx champluvieranus
19. Dischistocalyx rivularis (kritično)
20. Hygrophila madurensis (kritično)
21. Hygrophila mediatrix
22. Justicia harlingii
23. Justicia leucoxiphos
24. Justicia pinensis
25. Justicia takhinensis
26. Justicia telloensis
27. Kudoacanthus albo-nervosa
28. Neuracanthus aculeatus
29. Odontonema laxum
30. Physacanthus talbotii
31. Psilanthele eggersii (kritično)
32. Rhinacanthus obtusifolius
33. Sanchezia lampra (kritično)
34. Sclerochiton preussii
35. Staurogyne pseudocapitata
36. Staurogyne sichuanica
37. Stenandriopsis thomensis
38. Stenandrium carolinae (kritično)
39. Stenostephanus asplundii
40. Stenostephanus laxus
41. Strobilanthes sarcorrhiza (kritično)
42. Strobilanthes sinica
43. Thunbergia rufescens

## Potporodice i rodovi
1. Familia Acanthaceae Juss. (5483 spp.)
  1. Subfamilia Nelsonioideae Pfeiff.
    1. Nelsonia R. Br. (3 spp.)
    2. Elytraria Rich. ex Michx. (22 spp.)
    3. Aymoreana Braz, T. F. Daniel & Kiel (1 sp.)
    4. Anisosepalum E. Hossain (3 spp.)
    5. Saintpauliopsis Staner (1 sp.)
    6. Staurogyne Wall. (152 spp.)

  2. Subfamilia Avicennioideae Miers
    1. Avicennia L. (8 spp.)

  3. Subfamilia Thunbergioideae T. Anderson
    1. Tribus Mendoncieae Meisn.
      1. Mendoncia Vell. ex Vand. (88 spp.)
      2. Anomacanthus R. D. Good (1 sp.)

    2. Tribus Thunbergieae Dumort.
      1. Pseudocalyx Radlk. (6 spp.)
      2. Thunbergia Retz. (146 spp.)
      3. Meyenia Nees (1 sp.)

  4. Subfamilia Acanthoideae Eaton
    1. Tribus Acantheae Dumort.
      1. Subtribus Acanthinae Nees
        1. Crossandra Salisb. (55 spp.)
        2. Crossandrella C. B. Clarke (3 spp.)
        3. Streptosiphon Mildbr. (1 sp.)
        4. Sclerochiton Harv. (17 spp.)
        5. Cynarospermum Vollesen (1 sp.)
        6. Blepharis Juss. (128 spp.)
        7. Acanthopsis Harv. (20 spp.)
        8. Acanthus L. (29 spp.)

      2. Subtribus Aphelandrinae Bremek.
        1. Stenandriopsis S.Moore (20 spp.)
        2. Stenandrium Nees (50 spp.)
        3. Salpixantha Hook. (1 sp.)
        4. Neriacanthus Benth. (1 sp.)
        5. Aphanandrium Lindau (5 spp.)
        6. Holographis Nees (18 spp.)
        7. Aphelandra R.Br. (206 spp.)
        8. Xantheranthemum Lindau (1 sp.)
        9. Cyphacanthus Leonard (1 sp.)

    2. Tribus Physacantheae E.A.Tripp & Darbyshire
      1. Physacanthus Benth. (3 spp.)

    3. Tribus Neuracantheae Reveal
      1. Neuracanthus Nees (31 spp.)

    4. Tribus Barlerieae Nees
      1. Barleria L. (290 spp.)
      2. Crabbea Harv. (13 spp.)
      3. Lasiocladus Bojer ex Nees (7 spp.)
      4. Pericalypta Benoist (1 sp.)
      5. Podorungia Baill. (5 spp.)
      6. Pseudodicliptera Benoist (4 spp.)
      7. Boutonia DC. (1 sp.)
      8. Lepidagathis Willd. (160 spp.)
      9. Schaueriopsis Champl. & I.Darbysh. (1 sp.)
      10. Chroesthes Benoist (4 spp.)
      11. Hulemacanthus S.Moore (2 spp.)
      12. Borneacanthus Bremek. (6 spp.)
      13. Barleriola Oerst. (4 spp.)

    5. Tribus Andrographideae Endl.
      1. Andrographis Wall. (27 spp.)
      2. Haplanthus Nees (4 spp.)
      3. Haplanthodes Kuntze (4 spp.)
      4. Graphandra J.B.Imlay (1 sp.)
      5. Phlogacanthus Nees (42 spp.)
      6. Gymnostachyum Nees (52 spp.)
      7. Sphinctacanthus Benth. (2 spp.)

    6. Tribus Whitfieldieae Bremek. ex Reveal
      1. Subtribus Lankesteriinae I.Darbysh. & E.A.Tripp
        1. Lankesteria Lindl. (7 spp.)

      2. Subtribus Whitfieldiinae I.Darbysh. & E.A.Tripp
        1. Whitfieldia Hook. (13 spp.)
        2. Chlamydacanthus Lindau (2 spp.)
        3. Zygoruellia Baill. (1 sp.)
        4. Camarotea Scott Elliot (1 sp.)
        5. Forcipella Baill. (4 spp.)
        6. Vindasia Benoist (1 sp.)
        7. Leandriella Benoist (1 sp.)
        8. Ritonia Benoist (2 spp.)

    7. Tribus Ruellieae Dumort.
      1. Subtribus Erantheminae Nees
        1. Brunoniella Bremek. (6 spp.)
        2. Leptosiphonium F. Muell. (10 spp.)
        3. Pararuellia Bremek. & Nann.-Bremek. (11 spp.)
        4. Eranthemum L. (22 spp.)
        5. Kosmosiphon Lindau (1 sp.)

      2. Subtribus Dinteracanthinae E.A.Tripp & I.Darbysh.
        1. Dinteracanthus C.B.Clarke ex Schinz (4 spp.)

      3. Subtribus Ruelliinae Nees
        1. Dischistocalyx T.Anderson ex Benth. (12 spp.)
        2. Satanocrater Schweinf. (4 spp.)
        3. Acanthopale C.B.Clarke (12 spp.)
        4. Ruellia Plum. ex L. (389 spp.)
        5. Calacanthus T.Anderson ex Benth. (1 sp.)

      4. Subtribus Trichantherinae Benth. & Hook.f.
        1. Louteridium S. Watson (11 spp.)
        2. Bravaisia DC. (3 spp.)
        3. Trichanthera Kunth (2 spp.)
        4. Trichosanchezia Mildbr. (1 sp.)
        5. Sanchezia Ruiz & Pav. (46 spp.)
        6. Suessenguthia Merxm. (8 spp.)

      5. Subtribus Strobilanthinae T.Anderson
        1. Strobilanthes Blume (458 spp.)
        2. Hemigraphis Nees (20 spp.)

      6. Subtribus Hygrophilinae Nees
        1. Hygrophila R. Br. (75 spp.)
        2. Brillantaisia Beauverd (15 spp.)

      7. Subtribus Petalidiinae Benth. & Hook.f.
        1. Strobilanthopsis S. Moore (1 sp.)
        2. Dyschoriste Nees (96 spp.)
        3. Echinacanthus Nees (4 spp.)
        4. Petalidium Nees (43 spp.)
        5. Duosperma Dayton (26 spp.)
        6. Ruelliopsis C.B.Clarke (1 sp.)

      8. Subtribus Mcdadeinae E.A.Tripp & I.Darbysh.
        1. Mcdadea E.A.Tripp & I.Darbysh. (1 sp.)

      9. Subtribus Phaulopsidinae E.A.Tripp & I.Darbysh.
        1. Phaulopsis Willd. (22 spp.)

      10. Subtribus Mimulopsidinae E. A. Tripp
        1. Eremomastax Lindau (1 sp.)
        2. Heteradelphia Lindau (2 spp.)
        3. Mellera S. Moore (7 spp.)
        4. Mimulopsis Schweinf. (20 spp.)

      11. Subtribus Ruellieae incertae sedis
        1. Stenothyrsus C.B.Clarke (1 sp.)
        2. Xylacanthus Aver. & K.S.Nguyen (1 sp.)
        3. Diceratotheca J.R.I. Wood & Scotland (1 sp.)
        4. Pseudosiphonium Tripp et al. (1 sp.)

    8. Tribus Justicieae Dumort.
      1. Subtribus Graptophyllinae T.Anderson
        1. Spathacanthus Baill. (4 spp.)
        2. Chamaeranthemum Nees (4 spp.)
        3. Pranceacanthus Wassh. (1 sp.)
        4. Herpetacanthus Nees (21 spp.)
        5. Isotheca Turrill (1 sp.)
        6. Afrofittonia Lindau (1 sp.)
        7. Thysanostigma J.B.Imlay (2 spp.)
        8. Glossochilus Nees (1 sp.)
        9. Asystasia Blume (59 spp.)
        10. Phialacanthus Benth. (5 spp.)
        11. Filetia Miq. (9 spp.)
        12. Mackaya Harv. (6 spp.)
        13. Cosmianthemum Bremek. (14 spp.)
        14. Codonacanthus Nees (2 spp.)
        15. Chileranthemum Oerst. (3 spp.)
        16. Pulchranthus V.M.Baum, Reveal & Nowicke (4 spp.)
        17. Odontonema Nees (32 spp.)
        18. Sapphoa Urb. (2 spp.)
        19. Oplonia Raf. (21 spp.)
        20. Psilanthele Lindau (1 sp.)
        21. Linariantha B.L.Burtt & R.M.Sm. (1 sp.)
        22. Pseuderanthemum Radlk. (133 spp.)
        23. Graptophyllum Nees (15 spp.)
        24. Wuacanthus Y.F.Deng, N.H.Xia & H.Peng (1 sp.)
        25. Ruspolia Lindau (5 spp.)
        26. Ballochia Balf.f. (3 spp.)
        27. Ruttya Harv. (6 spp.)

      2. Subtribus Monotheciinae Lindau
        1. Champluviera I.Darbysh., T.F.Daniel & Kiel (2 spp.)
        2. Monothecium Hochst. (3 spp.)
        3. Marcania J. B. Imlay (1 sp.)
        4. Jadunia Lindau (2 spp.)
        5. Calycacanthus K. Schum. (2 spp.)
        6. Cyclacanthus S. Moore (2 spp.)
        7. Ptyssiglottis T. Anderson (40 spp.)
        8. Ambongia Benoist (1 sp.)

      3. Subtribus Isoglossinae Lindau
        1. Ichthyostoma Hedrén & Vollesen (1 sp.)
        2. Isoglossa Oerst. (81 spp.)
        3. Sphacanthus Benoist (2 spp.)
        4. Celerina Benoist (1 sp.)
        5. Melittacanthus S. Moore (1 sp.)
        6. Brachystephanus Nees (21 spp.)
        7. Stenostephanus Nees (97 spp.)
        8. Sebastiano-schaueria Nees (1 sp.)

      4. Subtribus Tetrameriinae T.F.Daniel, Kiel & McDade
        1. Chlamydocardia Lindau (2 spp.)
        2. Kudoacanthus Hosok. (1 sp.)
        3. Clinacanthus Nees (2 spp.)
        4. Angkalanthus Balf.f. (1 sp.)
        5. Chorisochora Vollesen (4 spp.)
        6. Ecbolium Kurz (22 spp.)
        7. Populina Baill. (2 spp.)
        8. Megalochlamys Lindau (10 spp.)
        9. Trichaulax Vollesen (1 sp.)
        10. Cephalophis Vollesen (1 sp.)
        11. Mirandea Rzed. (6 spp.)
        12. Yeatesia Small (3 spp.)
        13. Hoverdenia Nees (1 sp.)
        14. Thyrsacanthus Nees (7 spp.)
        15. Pachystachys Nees (18 spp.)
        16. Fittonia Coem. (2 spp.)
        17. Schaueria Nees (16 spp.)
        18. Ancistranthus Lindau (1 sp.)
        19. Aphanosperma (Leonard & Gentry) Daniel (1 sp.)
        20. Chalarothyrsus Lindau (1 sp.)
        21. Henrya Nees (2 spp.)
        22. Gypsacanthus E.J.Lott, V.Jaram. & Rzed. (1 sp.)
        23. Carlowrightia A. Gray (26 spp.)
        24. Tetramerium Nees (29 spp.)
        25. Anisacanthus Nees (12 spp.)
        26. Mexacanthus T. F. Daniel (1 sp.)
        27. Streblacanthus Kuntze (2 spp.)
        28. Dolichostachys Benoist (1 sp.)

      5. Subtribus Justiciinae Nees
        1. Justicia L. (937 spp.)
        2. Rostellularia Rchb. (33 spp.)
        3. Leptostachya Nees (2 spp.)
        4. Rhaphidospora Nees (8 spp.)
        5. Dianthera L. (41 spp.)
        6. Nicoteba Lindau (5 spp.)
        7. Ascotheca Heine (1 sp.)
        8. Rungia Nees (85 spp.)
        9. Metarungia Baden (3 spp.)
        10. Anisotes Nees (28 spp.)
        11. Anisostachya Nees (63 spp.)
        12. Trichocalyx Balf.f. (2 spp.)
        13. Meiosperma Raf. (6 spp.)
        14. Pogonospermum Hochst. (34 spp.)
        15. Kenyacanthus I.Darbysh. & Kiel (1 sp.)
        16. Rhinacanthus Nees (27 spp.)
        17. Hypoestes Sol. ex R. Br. (139 spp.)
        18. Dicliptera Juss. (222 spp.)
        19. Vavara Benoist (1 sp.)
        20. Xerothamnella C. T. White (2 spp.)
        21. Dicladanthera F. Muell. (2 spp.)
        22. Cephalacanthus Lindau (1 sp.)
        23. Poikilacanthus Lindau (13 spp.)
        24. Megaskepasma Lindau (1 sp.)
        25. Clistax Mart. (3 spp.)
        26. Harpochilus Nees (3 spp.)
        27. Dasytropis Urb. (1 sp.)

      6. Subtribus Justicieae incertae sedis
        1. Samuelssonia Urb. & Ekman (1 sp.)
        2. Tessmanniacanthus Mildbr. (1 sp.)

## Sinonimi
- Avicenniaceae Miq., nom. cons.
- Justiciaceae Raf.
- Mendonciaceae Bremek.
- Meyeniaceae Sreem.
- Nelsoniaceae Sreem.
- Thunbergiaceae Lilja